# Edmond Bourke
Edmond Bourke, född 1761 och död 1821, var en dansk greve och diplomat.
Bourke var av irländsk börd, och föddes på ön Saint Croix i Västindien. Han gick i dansk diplomatisk tjänst och blev 1789 sändebud i Polen, 1793 i Neapel, 1797 i Sverige, 1801 i Spanien, 1815 i Storbritannien och 1820 i Frankrike. Bourke förde mellan december 1813 och januari 1814 fredsförhandlingarna mellan Danmark och Sverige och lyckades tillförsäkra Danmark besittningen av Norges gamla biländer Island, Färöarna och Grönland.